# العلاقات الدومينيكية الغينية
العلاقات الدومينيكية الغينية هي العلاقات الثنائية التي تجمع بين دومينيكا وغينيا.

## مقارنة بين البلدين
هذه مقارنة عامة ومرجعية للدولتين:
| وجه المقارنة                                              | دومينيكا              | غينيا       |
| --------------------------------------------------------- | --------------------- | ----------- |
| المساحة (كم2)                                             | 751                   | 245.86 ألف  |
| عدد السكان (نسمة)                                         | 73.92 ألف             | 12.72 مليون |
| الكثافة السكانية (ن./كم²)                                 | 9.84 ألف              | 51.74       |
| العاصمة                                                   | روسو                  | كوناكري     |
| اللغة الرسمية                                             | لغة إنجليزية          | لغة فرنسية  |
| العملة                                                    | دولار شرق الكاريبي    | فرنك غيني   |
| الناتج المحلي الإجمالي (بليون دولار)                      | 562.54 مليون          | 10.50 مليار |
| الناتج المحلي الإجمالي (تعادل القوة الشرائية) بليون دولار | 789.63 مليون          | 15.24 مليار |
| الناتج المحلي الإجمالي الاسمي للفرد دولار أمريكي          | 7.12 ألف              | 531         |
| الناتج المحلي الإجمالي للفرد دولار أمريكي                 | 10.88 ألف             | 1.22 ألف    |
| مؤشر التنمية البشرية                                      | 0.724                 | 0.411       |
| رمز المكالمات الدولي                                      | +1767                 | +224        |
| رمز الإنترنت                                              | .dm                   | .gn         |
| المنطقة الزمنية                                           | 00، توقيت أطلنطي موحد | 00          |

## منظمات دولية مشتركة
يشترك البلدان في عضوية مجموعة من المنظمات الدولية، منها:
| علم المنظمة | اسم المنظمة                                 | تاريخ انضمام دومينيكا | تاريخ انضمام غينيا |
| ----------- | ------------------------------------------- | --------------------- | ------------------ |
|             | مؤسسة التنمية الدولية                       | 29 سبتمبر 1980        | 26 سبتمبر 1969     |
|             | يونسكو                                      | 9 يناير 1979          | 2 فبراير 1960      |
|             | وكالة ضمان الاستثمار متعدد الأطراف          | 7 أكتوبر 1991         | 5 أكتوبر 1995      |
|             | الأمم المتحدة                               | 18 ديسمبر 1978        | 12 ديسمبر 1958     |
|             | مجموعة دول أفريقيا والكاريبي والمحيط الهادئ | ?                     | ?                  |
|             | الاتحاد البريدي العالمي                     | ?                     | ?                  |
|             | البنك الدولي للإنشاء والتعمير               | 29 سبتمبر 1980        | 28 سبتمبر 1963     |
|             | منظمة حظر الأسلحة الكيميائية                | ?                     | ?                  |
|             | مؤسسة التمويل الدولية                       | 29 سبتمبر 1980        | 22 أكتوبر 1982     |
|             | منظمة التجارة العالمية                      | ?                     | 25 أكتوبر 1995     |
|             | منظمة الشرطة الجنائية الدولية               | ?                     | ?                  |